# Метод Бринелля
Ме́тод Брине́лля — один из основных методов определения твёрдости материала.

## История
Метод предложен шведским инженером Юханом Августом Бринеллем (1849-1925 гг.) в 1900 году и стал первым широко используемым и стандартизированным методом определения твёрдости в материаловедении.

## Методика проведения испытаний и расчёт твёрдости

Принципиальная схема

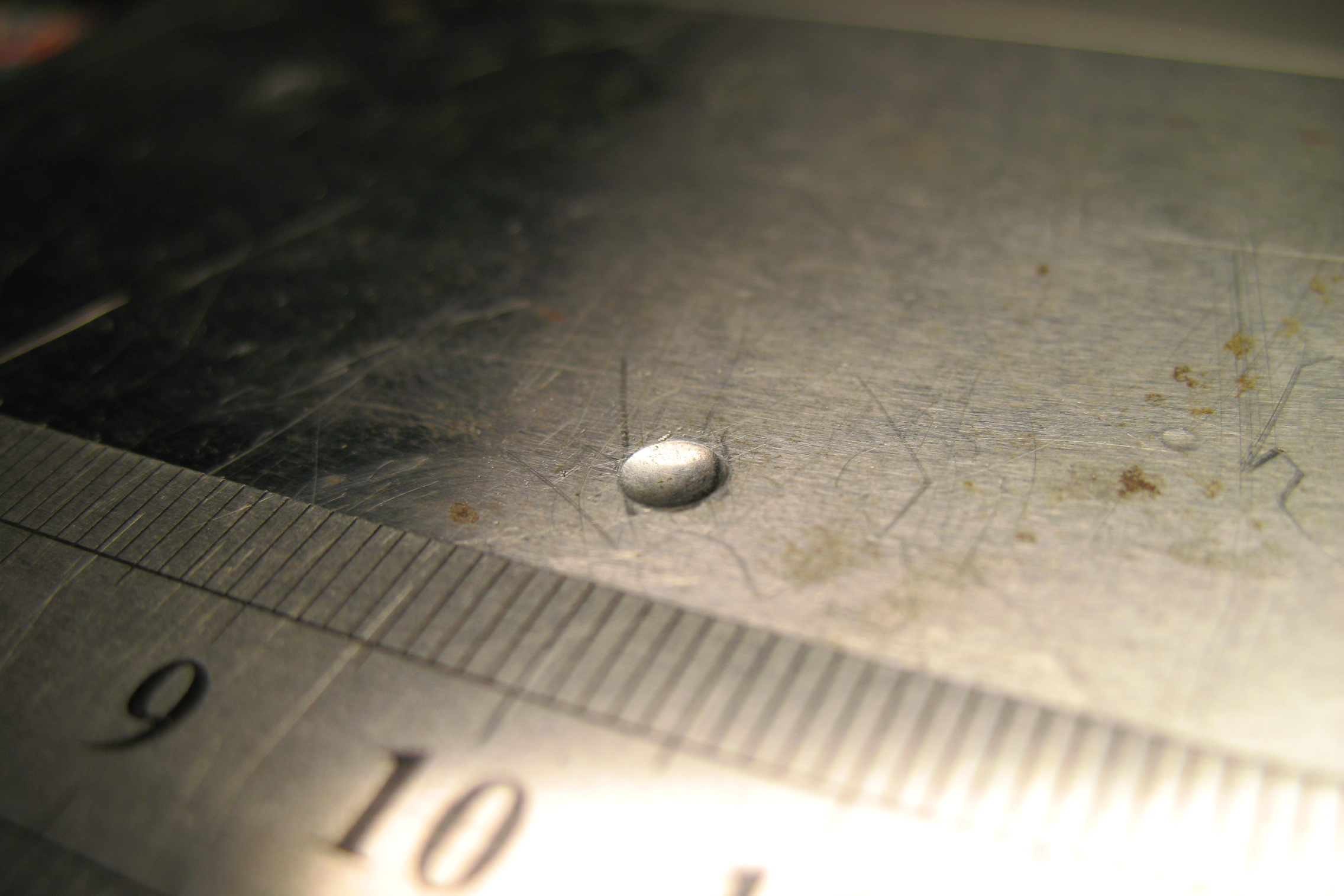
Отпечаток индентора на эталонном образце.
Твёрдость 96,5 HBW 10/1000/10 (см. расшифровку обозначения)

Метод Бринелля относится к методам вдавливания.
Испытание проводится следующим образом:
- вначале образец подводят к индентору;
- затем вдавливают индентор в образец с плавно нарастающей нагрузкой в течение 2‑8 секунд;
- после достижения максимальной величины нагрузка на индентор выдерживается в определённом промежутке времени (для сталей обычно 10‑15 секунд);
- затем снимают приложенную нагрузку, отводят образец от индентора и измеряют диаметр получившегося отпечатка.

В качестве инденторов используются шарики из твёрдого сплава диаметра 1; 2; 2.5; 5 и 10 мм. Величину нагрузки и диаметр шарика выбирают в зависимости от исследуемого материала.
Исследуемые материалы делят на 5 основных групп:
1 — сталь, никелевые и титановые сплавы;
2 — чугун;
3 — медь и сплавы меди;
4 — лёгкие металлы и их сплавы;
5 — свинец, олово.
Кроме того, выше приведённые группы могут разделяться на подгруппы в зависимости от твёрдости образцов.
При выборе условий испытаний следят за тем, чтобы толщина образца, как минимум, в 8 раз превышала глубину вдавливания индентора. И ещё важно контролировать диаметр отпечатка, который должен находиться в пределах от 0,24·D до 0,6·D, где D — диаметр индентора (шарика).
Твёрдость по Бринеллю обозначается "HB" (Hardness Brinell) при применении стального шарика в качестве индентора или «HBW» при применении в качестве индентора шарика из твёрдого сплава и может рассчитываться двумя методами:
- метод восстановленного отпечатка;
- метод невосстановленного отпечатка.

По методу восстановленного отпечатка твёрдость рассчитывается как отношение приложенной нагрузки к площади поверхности отпечатка:
{\displaystyle {\mbox{HBW}}={\frac {0,102F}{{\frac {\pi D}{2}}\left(D-{\sqrt {D^{2}-d^{2}}}\right)}}},
где:
- {\displaystyle F} — приложенная нагрузка, Н;
- {\displaystyle D} — диаметр шарика, мм;
- {\displaystyle d} — диаметр отпечатка, мм.

По методу невосстановленного отпечатка твёрдость определяется как отношение приложенной нагрузки к площади внедрённой в материал части индентора:
{\displaystyle {\mbox{HBW}}={\frac {0,102F}{\pi Dh}}},
где {\displaystyle h} — глубина внедрения индентора, мм.
Нормативными документами определены:
- диаметры индентора;
- время вдавливания;
- время выдержки под максимальной нагрузкой;
- минимальная толщина образца;
- минимальная и максимальная величины диагоналей отпечатка;
- максимальные нагрузки;
- группа исследуемого материала.

По ISO 6506-1:2005 (ГОСТ 9012-59) регламентированы следующие основные нагрузки: 9.807 Н; 24.52 Н; 49.03 Н; 61.29 Н; 98.07 Н; 153.2 Н; 245.2 Н; 294.2 Н; 306.5 Н; 612.9 Н; 980.7 Н; 1226 Н; 2452 Н; 4903 Н; 7355 Н; 9807 Н; 14 710 Н; 29 420 Н.

Пример обозначения твёрдости по Бринеллю:
600 HBW 10/3000/20,
где:
- 600 — значение твёрдости по Бринеллю, кгс/мм²;
- HBW — символьное обозначение твёрдости по Бринеллю;
- 10 — диаметр шарика в мм;
- 3000 — приблизительное значение эквивалентной нагрузки в кгс (3000 кгс = 29 420 Н);
- 20 — время действия нагрузки, с.

Для определения твёрдости по методу Бринелля используют различные твердомеры (например, твердомеры для металлов) как стационарные, так и переносные.

## Типичные значения твёрдости для различных материалов
| Материал                       | Твёрдость                |
| ------------------------------ | ------------------------ |
| Мягкое дерево, например, сосна | 1,6 HBS 10/100           |
| Твёрдое дерево                 | от 2,6 до 7,0 HBS 10/100 |
| Полиэтилен низкого давления    | 4,5-5,8 HB               |
| Полистирол                     | 15 HB                    |
| Алюминий                       | 15 HB                    |
| Медь                           | 35 HB                    |
| Дюраль                         | 70 HB                    |
| Мягкая сталь                   | 120 HB                   |
| Нержавеющая сталь              | 250 HB                   |
| Стекло                         | 500 HB                   |
| Инструментальная сталь         | 650-700 HB               |

## Преимущества и недостатки
Недостатки
- Метод рекомендуется применять для материалов с твёрдостью до 450 HB.
- Твёрдость по Бринеллю зависит от нагрузки (обратный размерный эффект — англ. reverse indentation size effect).
- При вдавливании индентора по краям отпечатка из-за выдавливания материала образуются навалы и наплывы, что затрудняет измерение как диаметра, так и глубины отпечатка.
- Из-за большого размера тела внедрения (шарика) метод неприменим для тонких образцов.

Преимущества
- Зная твёрдость по Бринеллю, можно приблизительно найти предел прочности и текучести материала по указанным ниже формулам, что важно для прикладных инженерных задач.

Для стали
{\displaystyle \sigma _{\mathrm {B} }={\frac {HB}{3}}[{\frac {kgf}{mm^{2}}}]={\frac {10HB}{3}}[MPa]},
где {\displaystyle \sigma _{\mathrm {B} }} — предел прочности, МПа.
{\displaystyle \sigma _{T}={\frac {HB}{6}}[{\frac {kgf}{mm^{2}}}]={\frac {10HB}{6}}[MPa]},
где {\displaystyle \sigma _{T}} — предел текучести, МПа.
Для алюминиевых сплавов
{\displaystyle \sigma _{\mathrm {B} }=0,362{HB}[{\frac {kgf}{mm^{2}}}]=3,62{HB}[MPa]}
Для медных сплавов
{\displaystyle \sigma _{\mathrm {B} }=0,26{HB}[{\frac {kgf}{mm^{2}}}]=2,6{HB}[MPa]}
- Так как метод Бринелля — один из самых старых, накоплено много технической документации, где твёрдость материалов указана в соответствии с этим методом.

- Данный метод является более точным по сравнению с методом Роквелла на более низких значениях твёрдости (ниже 30 HRC).

- Также метод Бринелля менее критичен к чистоте поверхности, подготовленной под замер твёрдости.

## Перевод результатов измерения твёрдости различными методами
Результаты измерения твёрдости по методу Бринелля могут быть переведены с помощью таблиц в единицы твёрдости по другим методам, например метод Виккерса и метод Роквелла. В свою очередь, измерения твёрдости двумя последними методами могут быть переведены в единицы твёрдости по методу Бринелля. Перевод чисел твёрдости следует использовать лишь в тех случаях, когда невозможно испытать материал при заданных условиях. Полученные переводные числа твёрдости как табличные, так и рассчитанные по уравнениям согласно ASTM E140-07 являются лишь приближёнными и могут быть неточными для конкретных случаев. С физической точки зрения, такое сравнение чисел твёрдости, полученных разными методами и имеющих разную размерность, лишено всякого физического смысла.

## Нормативные документы
- ГОСТ 9012-59 (ИСО 410-82, ИСО 6506-81) «Металлы. Метод измерения твердости по Бринеллю»
- ISO 6506-1:2014 «Metallic materials — Brinell hardness test — Part 1: Test method»
- ASTM E-10 «Standard Test Method for Brinell Hardness of Metallic Materials»
- ASTM E140-07 «Standard Hardness Conversion Tables for Metals Relationship Among Brinell Hardness, Vickers Hardness, Rockwell Hardness, Superficial Hardness, Knoop Hardness, and Scleroscope Hardness»